# 波特兰广场 (布里斯托尔)

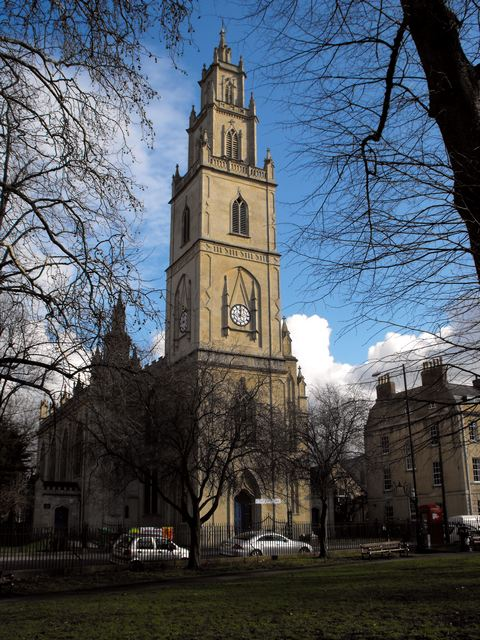
圣保罗堂

波特兰广场（英語：Portland Square）是一个一级登录广场，位于英格兰布里斯托尔，开辟于18世纪初 作为布里斯托尔最早的郊区之一。中心焦点是圣保罗堂。施工开始后不久，许多参与项目的营造商破产，使得广场未能完成。
各种乔治式风格建筑是为富有的业主设计，但已经有一些年久失修，或从住宅改为办公。中心花园的门和栏杆都是II级登录建筑。
著名的维多利亚时代建筑师爱德华·威廉·戈德温，曾住在波特兰广场。

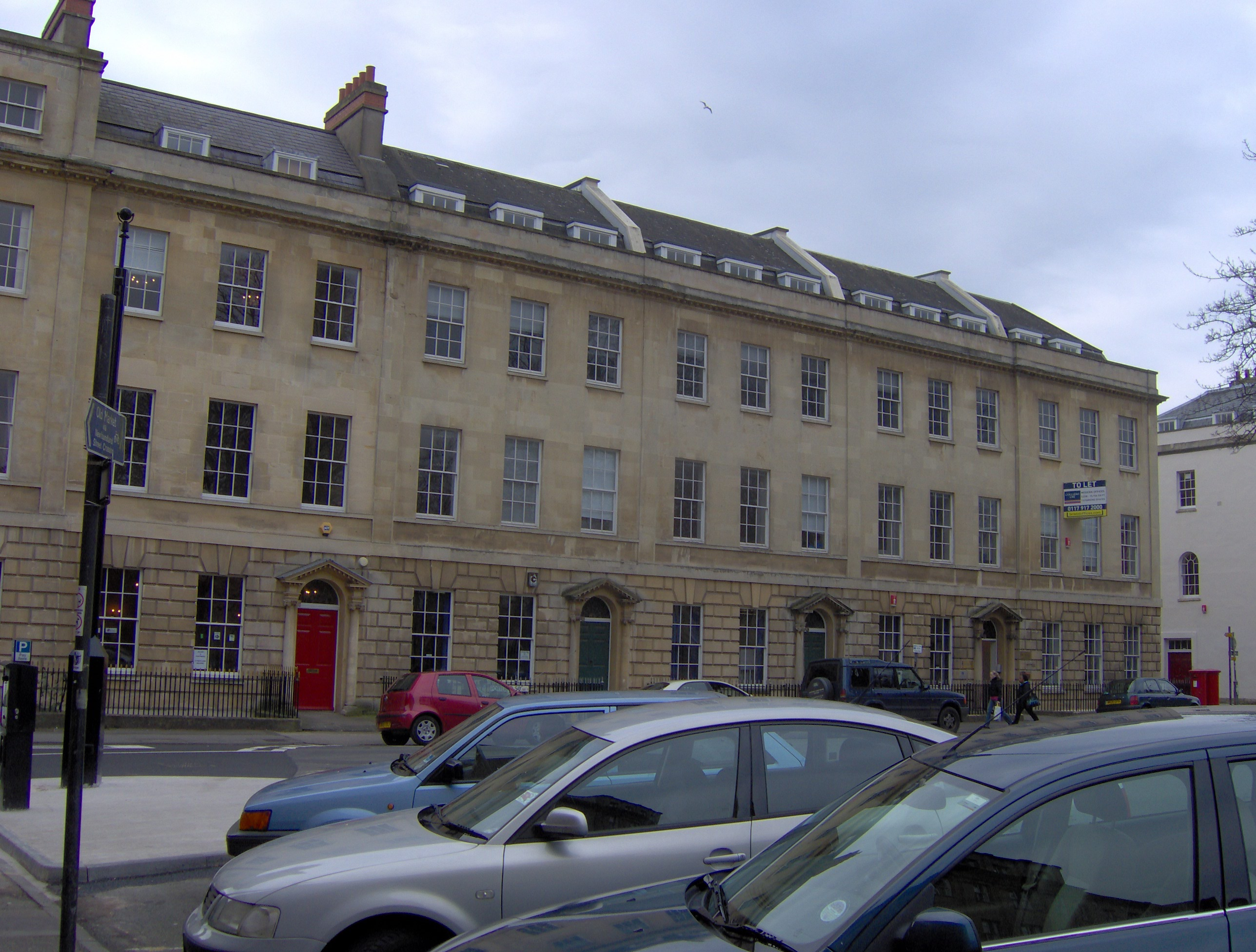
西侧

许多建筑现在拥有一级登录建筑的身份。